# Csillagos kézhal
A csillagos kézhal (Halieutaea stellata) a csontos halak (Osteichthyes) főosztályának sugarasúszójú halak (Actinopterygii) osztályába, ezen belül a horgászhalalakúak (Lophiiformes) rendjébe és az Ogcocephalidae családjába tartozó faj.
A Halieutaea halnem típusfaja.

## Előfordulása
A csillagos kézhal a Csendes-óceán nyugati részén található meg. A következő országok tengerparti vizeiben lelhető fel: Japán, Kínai Köztársaság, Fülöp-szigetek, Indonézia, Új-Kaledónia, Ausztrália és Új-Zéland északi része. A Dél-kínai-tengerben is van állománya. Az Indiai-óceánban levő példányok, meglehet, hogy eddig még leíratlan fajhoz tartoznak.

## Megjelenése
Ez a horgászhal elérheti a 30 centiméteres hosszúságot. A testét tüskék borítják azért, mert így védekezik a ragadozók ellen az egyébként lassú mozgású hal. A hátúszóján 4-5 sugár van. A kézhal nevet azért kapta, mert uszonyaival képes olyan mozgást végezni, ami a sétálásra emlékeztet.

## Életmódja
Trópusi, fenéklakó horgászhal, amely 50-400 méter mélységben él. A selfterületet kedveli.

## Felhasználása
A Halieutaea stellatát a hagyományos kínai orvoslásban használják fel.

## Galéria

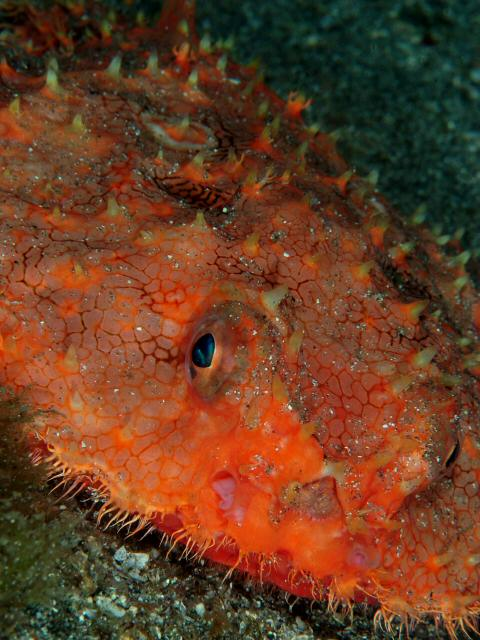
A pofája közelről
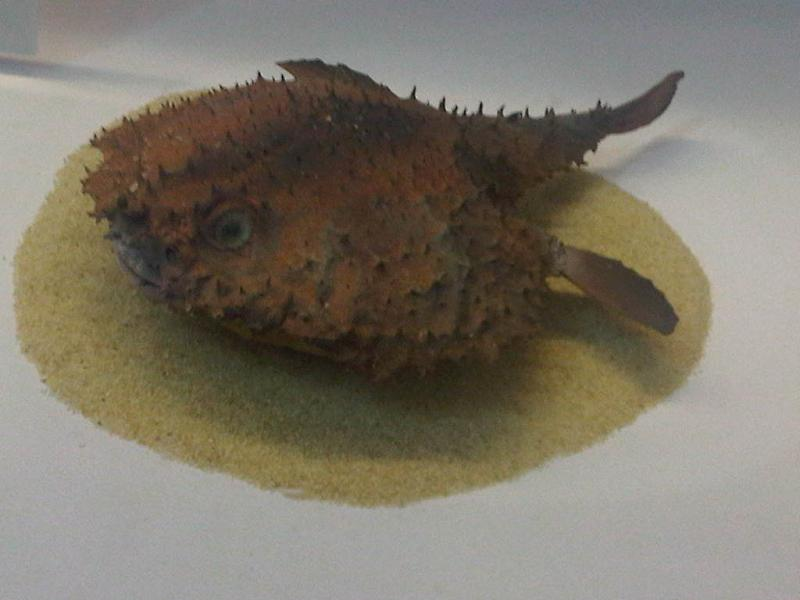
Csillagos kézhal a londoni Természettudományi Múzeumban
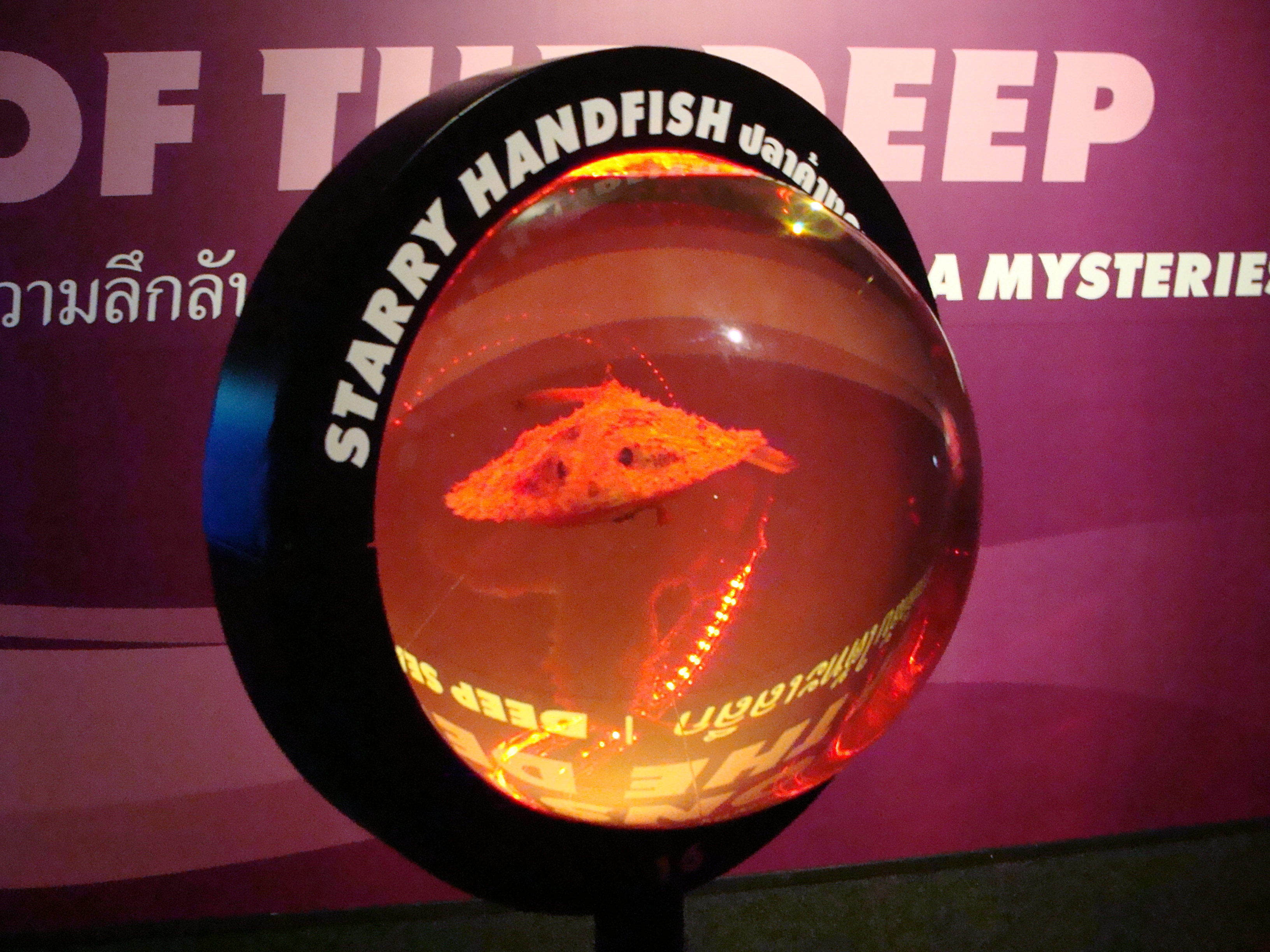
A bangkoki Siam Ocean World-ban